# 268
268 је била преступна година.

## Догађаји
- Википедија:Непознат датум — Између Римљана и Гота одиграла се Битка код Ниша у којој су римљани победили и сломили моћ Гота.

## Смрти
- Википедија:Непознат датум — Ауреол - римски узурпатор.